# Мар'їнка (Синельниківський район)
Ма́р'їнка  — село в Україні, у Ілларіонівській селищній громаді Синельниківському району Дніпропетровської області. У 1873—1914 рр. мало назву Марінфельд (нім. Marienfeld), у 1914-1941- Мар'ївка (нім. Marjewka), у 1941—1943 — Марінталь (нім. Mariental).
Населення за переписом 2001 року становить 104 особи.

## Географія
Село Мар'їнка знаходиться на березі річки Ворона, вище за течією на відстані 0,5 км розташоване село Мар'ївка, нижче за течією на відстані 1,5 км розташоване село Веселе.

## Історія

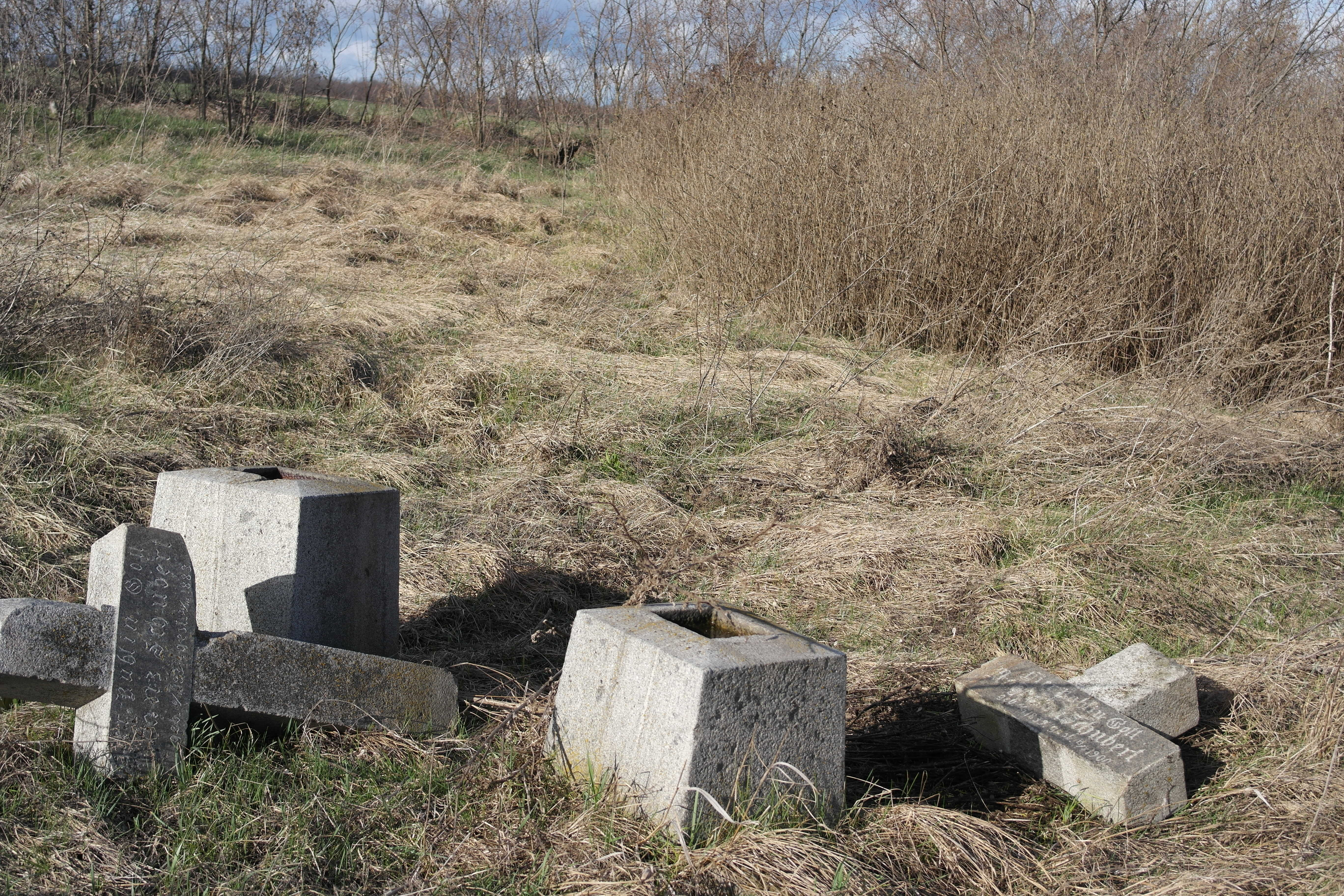
Закинутий цвинтар колонії Марінфельд

У 1873 році 40 сімей поселенців з Ямбурга орендували близько 1700 десятин землі на період 12 років у графині Марії Воронцової-Дашкової. На честь графині поселення назвали Марієнфельд, з 1914 року — Мар'ївка. Оренда постійно поновлювалася, у 1905 році площа землі була скорочена до 997 десятин. Оскільки поселенці не мали власної землі, будинки в основному були глиняні та вкриті соломою чи очеретом. Окремі кам'яні будинки були криті драницями.
7 (20) листопада 1917 року, відповідно до Третього Універсалу Української Центральної Ради, увійшло до складу Української Народної Республіки.  
Під час голодомору 1921—1923 років в колонії померло 28 мешканців.
В 1925 році в колонії Мар'ївці Карл-Марксівського (Мануйлівського) району Катеринославської округи налічувалось 40 господарств, 315 мешканців, 2 кузні, 1 школа.
Під час голодомору 1932—1933 років в селі померло 27 осіб.
У 1931—1941 роках в селі було репресовано 22 особи.
Перед початком німецько-радянської війни в 1941 році населення складало 75 родин, 377 осіб, в тому числі: німців — 75 родин, 376 осіб, українців — 1 особа.
Незабаром після початку німецько-радянської війни 38 придатних чоловіків були призвані до війська. Більшість із них згодом дезертирувала і повернулася в село. 6 вересня 1941 року всіх чоловіків віком від 15 до 60 років (всього 115 осіб) зібрали разом і мобілізували до так званої «трудової армії» далеко за межі України. З них врятувався лише місцевий учитель. Жінки та діти від 15 років повинні були копати окопи. 28 вересня 1941 року в село було зайнято НКВС і почалася депортація населення, що залишилося. Жінок і дівчат жорстоко били і кидали на підводи. Завдяки тому, що у НКВС не вистачало транспорту, а німецькі війська вже були поблизу, частина населення залишилася в селі. Загалом було депортовано 122 особи. Їх на залізничній станції Васильківці завантажили до телячих вагонів і вивезли до міста Семипалатинська у Казахстані. Там всіх перевантажили до трюму буксирного пароплава і відправили вверх по течії річки Іртиш. Депортованих розподілили по селах Талиця, Булак, Баженівка та Нива.
Німецькі угруповання зайняли територію навколо села 1 жовтня 1941 року. Боїв у цьому районі не велося.
В 1942 році в селі Марінталі Синельниківського ґебіту генеральної округи Дніпропетровськ Райхскомісаріату Україна населення складало 72 родин, 278 осіб, в тому числі німців — 72 родин, 275 осіб, українців — 3 особи.
19 липня 2020 року, в результаті адміністративно-територіальної реформи та ліквідації   Синельниківського (1923—2020) району, село увійшло до складу новоутвореного Синельниківського району.